# Józef Droba
Józef Stanisław Droba (ur. 1 października 1892 w Mielcu, zm. 4 października 1965 tamże) – pułkownik artylerii Wojska Polskiego.

## Życiorys
Urodził się 1 października 1892 w Mielcu, ówczesnym mieście powiatowym Królestwa Galicji i Lodomerii, w rodzinie Józefa i Leokadii z Kołodziejów. Po ukończeniu szkoły średniej i zdaniu matury w Krakowie studiował na Politechnice Lwowskiej.
W czasie I wojny światowej walczył w szeregach cesarsko-królewskiej Obrony Krajowej. Jego oddziałem macierzystym był Pułk Artylerii Polowej Nr 45. Na stopień podporucznika został mianowany ze starszeństwem z 1 stycznia 1916 w korpusie oficerów rezerwy.
9 września 1920 został zatwierdzony z dniem 1 kwietnia 1920 w stopniu kapitana, w artylerii, w grupie oficerów byłej armii austro-węgierskiej. Służył wówczas w 4 pułku artylerii ciężkiej. 12 kwietnia 1927 został mianowany na stopień majora ze starszeństwem z 1 stycznia 1927 i 14. lokatą w korpusie oficerów artylerii. W 1928 był dowódcą II dywizjonu 2 pułku artylerii lekkiej Legionów w Kielcach. W marcu 1931 został przesunięty na stanowisko kwatermistrza. Na stopień podpułkownika został mianowany ze starszeństwem z 19 marca 1937 i 4. lokatą w korpusie oficerów artylerii. Później został przeniesiony do 4 pułku artylerii lekkiej w Inowrocławiu na stanowisko I zastępcy dowódcy pułku. 15 czerwca 1939 objął dowództwo 3 dywizjonu artylerii konnej w Wilnie. Na czele tego oddziału walczył w kampanii wrześniowej.
W październiku 1944 zgłosił się do Wojska Polskiego w Lublinie. W kwietniu 1945 został zdemobilizowany w stopniu pułkownika. Z Lublina wyjechał na Śląsk w poszukiwaniu pracy i został zatrudniony w administracji Kopalni Węgla Kamiennego „Bobrek” w Bytomiu. W 1957, po przejściu na emeryturę, wrócił do Mielca. Zmarł 4 października 1965. Został pochowany na miejscowym cmentarzu parafialnym przy ul. H. Sienkiewicza.

## Ordery i odznaczenia
- Złoty Krzyż Zasługi (10 listopada 1928)[13][14]
- Złoty Krzyż Zasługi Cywilnej z mieczami na wstążce Medalu Waleczności[15]
- Srebrny Krzyż Zasługi Cywilnej z koroną na wstążce Medalu Waleczności[15]